# Marcia Morey

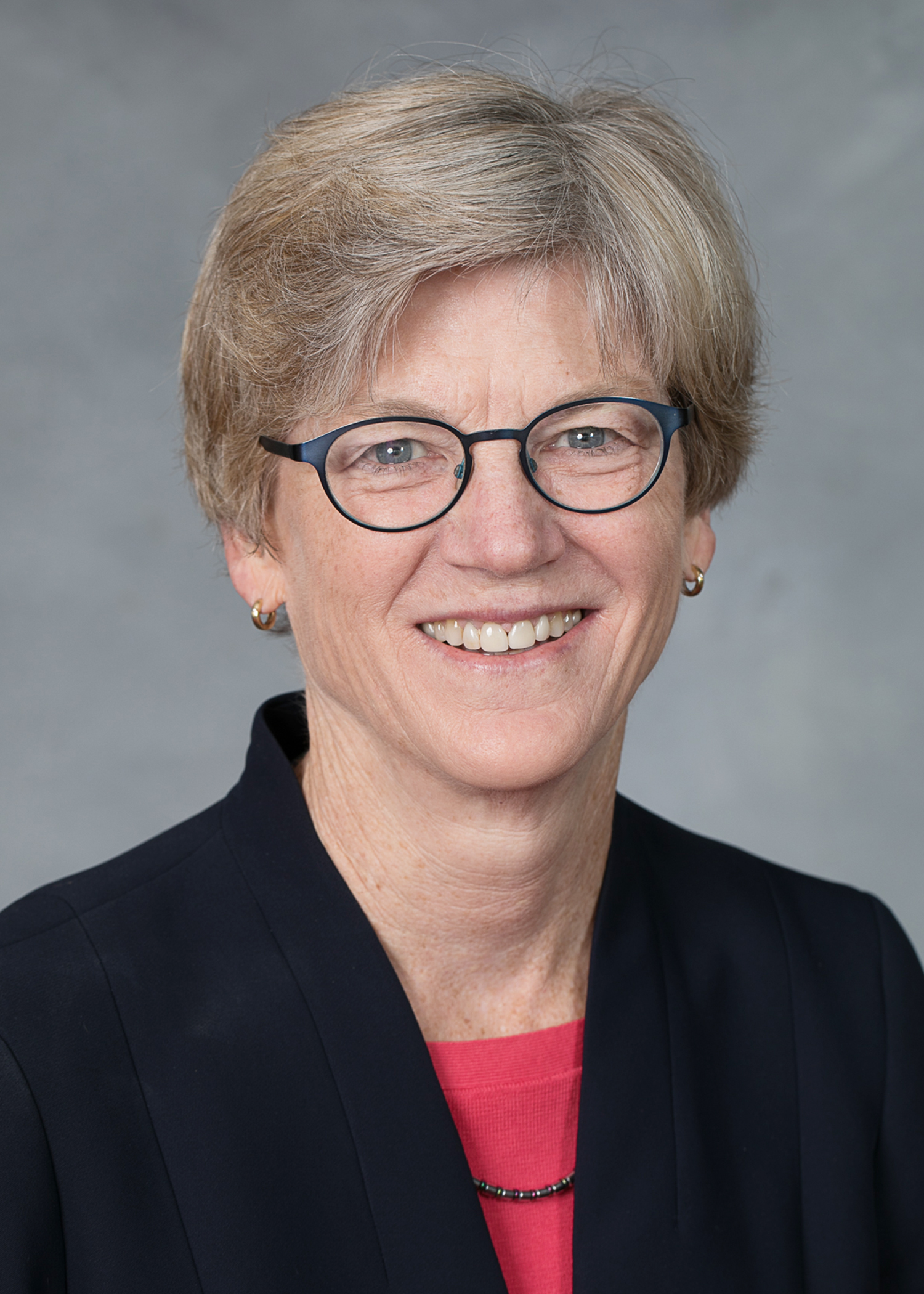
Marcia Morey (2017)

Marcia Helen Morey (* 14. August 1955 in Decatur, Illinois) ist eine ehemalige Schwimmerin aus den Vereinigten Staaten, die bei Weltmeisterschaften zwei Silbermedaillen und eine Bronzemedaille gewann. Bei Panamerikanischen Spielen erschwamm sie je eine Gold-, Silber- und Bronzemedaille.

## Karriere
Marcia Morey besuchte die MacArthur High School in Decatur und ging dann an die Millikin University. Sie gewann sieben Meisterschaften der Amateur Athletic Union im Brustschwimmen. Über 100 Meter siegte sie von 1973 bis 1975, über 200 Meter 1974 und 1975. Hinzu kamen zwei Hallentitel 1974.
1973 fanden in Belgrad die ersten Weltmeisterschaften statt. Morey belegte über 100 Meter Brust den achten Platz. Die 4-mal-100-Meter-Lagenstaffel mit Melissa Belote, Marcia Morey, Deena Deardurff und Shirley Babashoff gewann die Silbermedaille hinter der Staffel aus der DDR. Im Juli 1975 trat Morey bei den Weltmeisterschaften in Cali an. Sie belegte den dritten Platz über 100 Meter Brust hinter Hannelore Anke aus der DDR und Wijda Mazereeuw aus den Niederlanden. Die Lagenstaffel mit Linda Jezek, Marcia Morey, Camille Wright und Shirley Babashoff erkämpfte die Silbermedaille hinter der Staffel aus der DDR. Drei Monate später siegte bei den Panamerikanischen Spielen 1975 in Mexiko-Stadt auf beiden Bruststrecken Lauri Siering. Über 100 Meter Brust gab es mit Marcia Morey auf dem zweiten Platz einen Doppelsieg für die Schwimmerinnen aus den Vereinigten Staaten. Über 200 Meter Brust wurde Morey Dritte hinter Siering und der Kanadierin Joann Baker. Die Lagenstaffel gewann die Goldmedaille, wobei Morey und nicht Siering auf der Brustlage antrat.
Bei den Olympischen Spielen 1976 in Montreal schwamm Siering in der Lagenstaffel.  Drei Tage nach der Lagenstaffel wurde der Wettbewerb über 200 Meter Brust ausgetragen. Marcia Morey wurde 16. der Vorläufe und lag einen Platz hinter Siering. Über 100 Meter Brust wurde Morey 25. der Vorläufe und schied damit aus.
1978 graduierte Morey an der Millikin University. Sie machte dann am Reed College einen Master als Lehrerin und anschließend einen Juris Doctor an der Northwestern University. Sie wurde Anwältin in North Carolina und 1999 Richterin. 2017 rückte sie in das Repräsentantenhaus von North Carolina auf. 2018, 2020 und 2022 wurde Morey als Vertreterin der Demokratischen Partei für den 30. Wahlbezirk, Durham County, wiedergewählt.